# Niedersächsische Landesschulbehörde

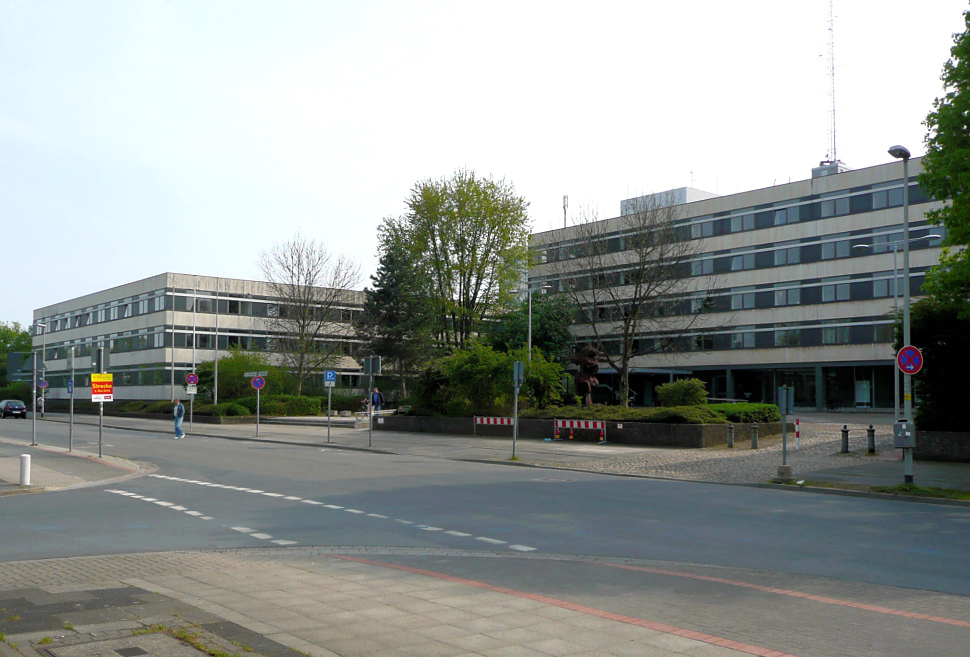
Früherer Sitz in Hannover im Behördenhaus am Waterlooplatz 11

Die Niedersächsische Landesschulbehörde (NLSchB) war eine Landesbehörde im Geschäftsbereich des Niedersächsischen Kultusministeriums, die für alle Schulen und Studienseminare in Niedersachsen zuständig war.
Sie ist zum 30. November 2020 aufgelöst worden. Aus ihr sind vier eigenständige Regionale Landesämter für Schule und Bildung (RLSB) in Braunschweig, Hannover, Lüneburg und Osnabrück hervorgegangen.

## Beschreibung
Die Niedersächsische Landesschulbehörde wurde nach der Auflösung der Regierungsbezirke Weser-Ems, Lüneburg, Hannover und Braunschweig durch die erste Landesregierung unter dem Ministerpräsidenten Christian Wulff am 1. Januar 2005 vom Niedersächsischen Kultusministerium als Landesschulbehörde eingerichtet.
Auf der Grundlage des Beschlusses der Landesregierung vom 15. Juni 2010 (Nds. MBl. S. 622) wurde die Niedersächsische Landesschulbehörde im Jahre 2011 umstrukturiert. Dabei wurde die Zahl der Dezernate reduziert, zwei Stabsstellen eingerichtet und die Rolle der vier Regionalabteilungen gestärkt. Die Behörde trug seit dem 1. Januar 2011 die Bezeichnung „Niedersächsische Landesschulbehörde“ (NLSchB).
Die Niedersächsische Landesschulbehörde wurde einem Behördenleiter mit Sitz in Lüneburg geleitet. Regionalabteilungen befanden sich in Braunschweig, Hannover, Lüneburg und Osnabrück. Der Zuschnitt der Regionalabteilungsbezirke entspricht den ehemaligen Regierungsbezirken. Unterstützt wurden die Standorte in der Fläche von Außenstellen, die Aufgaben der Schulaufsicht und der Schulpsychologie vor Ort wahrnehmen. Nach Abschluss der Umstrukturierung gab es noch Außenstellen in Aurich, Celle, Cuxhaven, Göttingen, Holzminden, Meppen, Oldenburg, Rotenburg (Wümme) und Syke.
Mit Wirkung vom 1. Dezember 2020 wurden die Regionalabteilungen zu eigenständigen Regionalen Landesämtern für Schule und Bildung (RLSB), die die Rechtsnachfolge der damit aufgelösten Landesschulbehörde antreten. Die Steuerung der RLSB ist unmittelbar im Kultusministerium angesiedelt.

## Aufgabenfelder
- Schulaufsicht über 2900 allgemeinbildende Schulen
- Schulaufsicht über 270 berufsbildende Schulen
- Aufsicht über 50 Studienseminare
- Beratung und Unterstützung der Schulen und Studienseminare
- Schulorganisation
- Unterrichtsversorgung (ca. 890.000 Schülerinnen und Schüler in den allgemein bildenden Schulen und rund 280.000 Schülerinnen und Schüler in den berufsbildenden Schulen)
- Schulrecht
- Haushalt
- Frühkindliche Bildung – Finanzhilfe und Abwicklung von Förderprogrammen
- Lehrerpersonalien (ca. 87.000 Lehrkräfte und 6000 Lehrkräfte im Vorbereitungsdienst)
- Nichtlehrendes Personal an Schulen, ca. 14000 Personen
- Durchführung des Einstellungsverfahrens für Lehrkräfte im Vorbereitungsdienst
- Schulpsychologische Beratung
- Arbeitsschutz und Gesundheitsmanagement
- Zentrale Aufgaben, Personal- und Organisationsangelegenheiten der Niedersächsischen Landesschulbehörde
- Beratung und Unterstützung der Schulen und Studienseminare, Schüler, Eltern und Lehrkräfte

## Personal
- insgesamt ca. 1000 Beschäftigte an den vier Standorten und den Außenstellen
- schulfachliche Dezernentinnen und Dezernenten
- schulpsychologische Dezernentinnen und Dezernenten
- Dezernentinnen und Dezernenten für schulrechtliche, schulorganisatorische und haushaltsrechtliche Fragen
- Fachkräfte für Arbeitssicherheit, Arbeitsmedizin und Arbeitspsychologie
- Verwaltungsmitarbeiterinnen und -mitarbeiter
- Lehrkräfte für Beratung und Unterstützung (Fachberaterinnen und Fachberater)

## Behördenleiter
Die Niedersächsische Landesschulbehörde wurde von einem Präsidenten geleitet, der Dienstvorgesetzter der 86.000 Beschäftigten war und die Schulbehörde nach außen vertrat. Dabei wirkte er sowohl auf eine ordnungsgemäße Erledigung der Aufgaben als auch auf die Einhaltung einheitlicher Grundsätze bei den Entscheidungen hin.
- 2005–2008: Peter Uhlig
- 2008–2019: Ulrich Dempwolf
- 2019–2020: Martin Detmer